# Fun (Lied)
Fun ist ein Lied des US-amerikanischen Rappers Pitbull, in Zusammenarbeit mit dem US-amerikanischen Sänger Chris Brown.

## Entstehung und Veröffentlichung
Das Lied wurde von den beiden Interpreten, zusammen mit Al Burna, Clarence Coffee Jr., Jason Evigan, Alexander Izquerdo, Stefan Johnson, Jordan Jonhson und Marcus Lomax, geschrieben. Mit Ausnahme von Al Burna zeichneten alle Koautoren auch für die Produktion verantwortlich.
Die Erstveröffentlichung von Fun erfolgte am 21. November 2014 als Teil von Globalization bei RCA Records, dem achten Studioalbum von Pitbull (Katalognummer: 88875011192). Am 21. April 2015 erschien es als sechste Single aus dem Album. Diese erschien als digitaler Einzeltrack zum Download und Streaming. Am 3. Juli 2015 erschien eine 2-Track-CD-Single mit einem Remix zu Fun als B-Seite (Katalognummer: 88875122302).
Die beiden Musiker bewarben das Lied u. a. auf den Billboard Music Awards, bei American Idol und der Late-Night-Show mit Jimmy Fallon.

## Musikvideo
Das Musikvideo wurde unter Gil Greens Leitung im Stil der 1980er-Jahre in Miami Beach gedreht.

## Hintergrund
Fun ist bereits die zweite gemeinsame Single von Pitbull und Chris Brown nach International Love. Dazwischen hatten Pitbull und Brown auch auf Pitbulls gemeinsamen Album Global Warming auch einen weiteren Titel namens Hope We Meet Again produziert, welcher allerdings keine Single war.

## Kommerzieller Erfolg

### Chartplatzierungen
| ChartsChartplatzierungen       | Höchstplatzierung | Wochen |
| ------------------------------ | ----------------- | ------ |
| Deutschland (GfK)              | 36 (14 Wo.)       | 14     |
| Österreich (Ö3)                | 44 (7 Wo.)        | 7      |
| Schweiz (IFPI)                 | 50 (4 Wo.)        | 4      |
| Vereinigte Staaten (Billboard) | 40 (15 Wo.)       | 15     |
| Vereinigtes Königreich (OCC)   | 68 (6 Wo.)        | 6      |

### Auszeichnungen für Musikverkäufe
| Land/Region               | Auszeichnungen für Musikverkäufe (Land/Region, Auszeichnung, Verkäufe) | Verkäufe  |
| ------------------------- | ---------------------------------------------------------------------- | --------- |
| Australien (ARIA)         | Gold                                                                   | 35.000    |
| Mexiko (AMPROFON)         | Gold                                                                   | 30.000    |
| Vereinigte Staaten (RIAA) | Platin                                                                 | 1.000.000 |
| Insgesamt                 | 2× Gold · 1× Platin ·                                                  | 1.065.000 |

Hauptartikel: Pitbull (Rapper)/Auszeichnungen für Musikverkäufe